# Campania (stolica tytularna)
Campania (łac. Diœcesis Campaniensis) – stolica historycznej diecezji w Cesarstwie Bizantyńskim (prowincja Macedonia I), współcześnie w Grecji. W 1933 ustanowiona katolickim biskupstwem tytularnym, od 1965 nieobsadzona.

## Biskupi tytularni
| Lp. | Biskup                | Od              | Do              |
| --- | --------------------- | --------------- | --------------- |
| 1   | Jorge Carlos Carreras | 7 kwietnia 1962 | 12 czerwca 1965 |